# オルハン
オルハン（Orhan, 1281年 - 1362年）は、オスマン帝国の第2代皇帝（在位: 1324年 - 1362年）。初代皇帝オスマン1世の子。
オルハンの時代のオスマン帝国は、遊牧と略奪によるガーズィー集団から君侯（ベイリク）国家への転換期であったといえ、実質的な建国者と評価される事も多い。

## 生涯

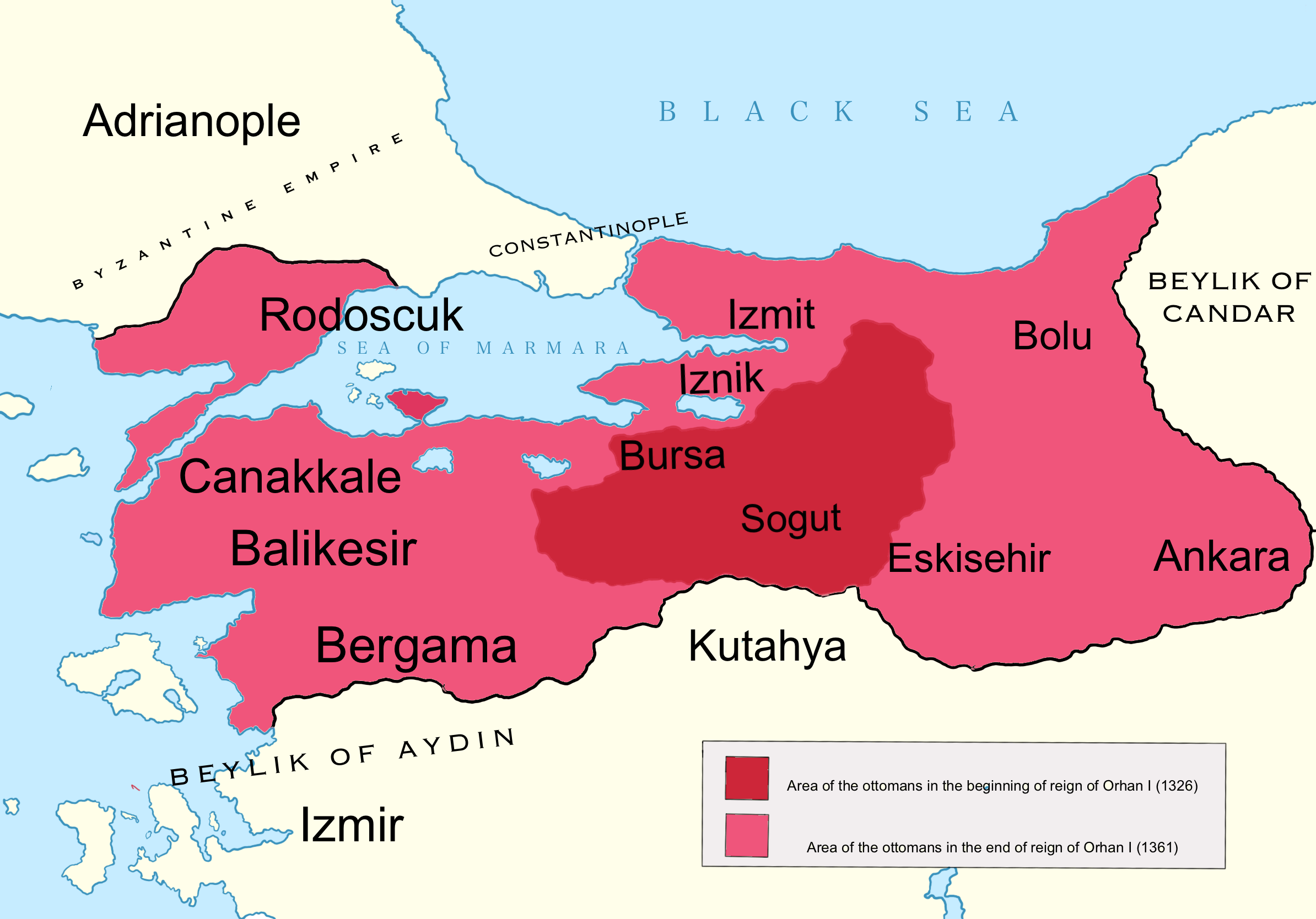
オルハンの治世初期（1326年）と治世末期（1361年）のオスマン帝国の勢力圏の比較図

### 即位、ブルサの征服
オルハンは即位以前の経緯がはっきりせず、母親は「オメル・ベイ」という人物の娘だが、このオメル・ベイという人物自体が経歴不詳である。即位の経緯も「後継者の座をアラエッティンという兄弟と譲り合った末にオルハンが即位した（アラエッティンは小村の領主として静かに生きる道を選んだ）」と「オスマンの死後後継者争いが起きて王子たちが争っていたと仄めかす話」という正反対の内容（後者は東ローマ帝国の年代記より）が伝わっており、オスマン帝国側のオスマンの崩御後すぐに作られた公文書にも王子の名が列挙される中アラエッティンの名が無いことから、小笠原弘幸などは「アラエッティンとの兄弟愛溢れる逸話は、オスマン没後の王子たちの争いを糊塗するために創作された可能性がある。」としている。
即位年については、1324年と1326年の2説が有力であり、即位時期もオスマン崩御後に帝位を継いだ説のほか、オスマンの存命中にすでに即位していたとする説も存在する。
オスマンが率いていた集団は数百人規模の戦士集団で、その指導者はあくまでも仲間内の第一人者という立場であり、指導者の選出には同朋である戦士たちの推戴が必要とされていた。オルハンは父の僚友たちの推戴によって即位し、父の遺志であるブルサ攻略を継続した。
1317年より父オスマンから軍の指揮権を委ねられ、オスマン1世が行ったブルサ包囲にあたっての障害となる拠点を制圧、オルハネリの城砦を破壊した。
1326年4月6日にブルサの支配者を降して同地を征服、首都に定めてオスマン1世を埋葬した。遷都後は配下をコジャエリ方面に派兵、1331年3月2日にニカイア（現・イズニク）、1337年にニコメディア（現・イズミット）を征服して勢力を拡大する。
1329年にオスマンのニカイア包囲を解くため、東ローマ帝国より2000の正規兵が派遣されるが、ペレカノンの戦いで皇帝アンドロニコス3世パレオロゴス率いる東ローマ軍を撃破し、この勝利はオスマン1世から継承した軍団を辺境の軍事集団から一侯国に飛躍させるきっかけとなった。ニカイアの攻撃は苛烈なものであり、ニカイア攻略直後にオルハンと面会したイブン・バットゥータは『大旅行記』で街が荒廃し、人口が流出して減少した様子を伝えた。ニカイアの施設でかろうじて破壊を免れた二重の城壁は、往時の姿を今に留めている。
1335年から1345年の間にバルケスィルのカレスィ侯国を併合、カレスィ君侯アジランの死後に起きた二人の王子の争いに干渉した結果と言われるこの併合によって軽装艦船を有するカレスィの海軍をそのまま手に入れ、バルカン半島進出の手段を獲得した。

### バルカン半島への進出
このようにオスマン帝国と東ローマ帝国の間には軍事衝突が頻繁に起きていたが、当時東ローマ帝国はオスマン帝国よりもサルハン侯国、アイドゥン侯国を危険視しており、やがて両帝国の間に同盟関係が生まれる。オルハンと東ローマ皇帝アンドロニコス3世が初めて対面したのは1333年のニコメディア包囲中と言われ、カレスィ侯国を牽制するために両帝国は同盟した。
1341年のアンドロニコス3世没後、東ローマ帝国ではヨハネス5世パレオロゴスとヨハネス6世カンタクゼノスの間で帝位をめぐる内紛が起こり、帝国間の同盟はより重要性を増した。ヨハネス5世とヨハネス6世はいずれもアナトリア半島の君侯国家と同盟を結び、オルハンはその一方であるヨハネス6世に味方して彼の登極を助けた。
1346年、オルハンはヨハネス6世の娘テオドラ（英語版）を妻に迎え、ヨハネス6世に敵対するヨハネス5世およびセルビア王国を攻撃するため、6000の兵士をバルカン半島に派遣、1337年にオスマン軍は初めてヨーロッパに渡りトラキアで略奪を行った。バルカン半島での軍事作戦においては長子のスレイマン（英語版）の活躍が大きく、セルビア王ステファン・ウロシュ4世ドゥシャンによるサロニカ攻撃の阻止、チョルルの制圧は、いずれもスレイマンの軍功である。
1352年から1353年の間に、ヨハネス6世への援助と引き換えにオルハンはカリポリス（現・ゲリボル）付近のチンペ城砦を獲得した。
1354年3月2日にカリポリス一帯は大地震に見舞われ、カリポリスの街と城壁も被害を被ると、スレイマンはこの地震に乗じてカリポリスとテキルダー、ボラユル、マルカラなどのマルマラ海沿いの地域を占領した。ヨハネス6世はオスマン帝国が占領した都市の返還を両帝国の友好関係に訴え、また見返りとして大金の支払いを提案したがオルハンは要求に応じず、バルカン半島の入り口となる拠点を手放そうとはしなかった。
一連のバルカン半島へのオスマンの進出は「蛮族の入寇」とは全く異質のものであり、こうしたオスマン側の動向を受けて、ヨハネス5世はオルハンの子ハリル（英語版）に娘を嫁がせ、オスマン帝国との関係強化を図った。

### 晩年

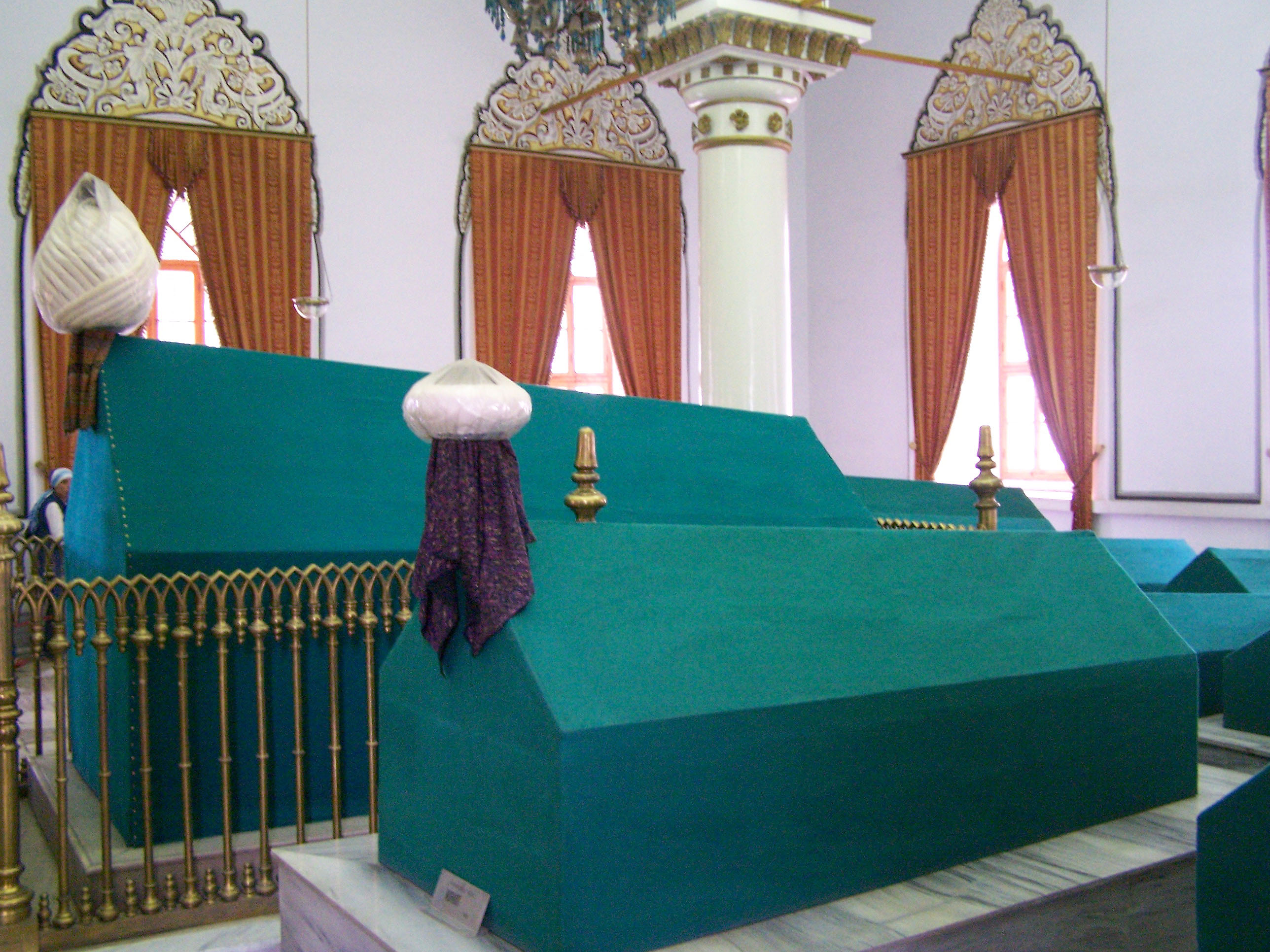
ブルサのオルハンの墓

オルハンの崩御年については諸説あり、1359年から1362年の間と推定されている。
有能な将軍で後継者と目されていた長子スレイマンは1357年もしくは1362年。に鷹狩りの最中の事故によって、父よりも先に没していた。
そのため、バルカン半島方面におけるオスマン帝国の軍事活動は一時的に停滞した。
残された王子はハリルとムラトの2人の名が伝えられているが、王位継承がどう行われたのかははっきりせず、スレイマンの崩御後ムラト即位まで話が飛んでいる（オルハンが崩御した説明がない）年代記まであるほどで、これは後世の年代記編纂者がこの部位を削除した結果と考えられており、おそらくはオルハンの崩御後に息子らの間で後継者争いが起き、継承戦に勝利した次子のムラトが帝位を継いだ。

## 内政

### 軍事集団から国家への脱皮
オルハンの治世にオスマン帝国は支配領域を広げるが、支配下に入れた地域に暮らす定住民、都市を往来する商人や旅人といった、これまでオスマンが率いていた遊牧民とガーズィーとは異質の人々を統治する政治機構を整備する必要に迫られた。
オルハンは統治体制の確立において、ブルサの東ローマ帝国の行政機構と行政官を受け継ぎ、後のオスマン帝国が規範とする制度を構築した。体制の確立においては東ローマの人材以外に、外部から招かれたイスラム法学者（ウラマー）、カラマン侯国、イルハン朝といった周辺のイスラム国家から流入した書記の力も欠かせなかった。招聘されたウラマーたちはイスラム法官（カーディー）として、国家統治において直面する民政と裁判の問題をイスラム法（シャリーア）に依って解決した。
また、彼らウラマーはシャリーア以外に文章の読解、イスラムの先進国家の知識も持ち合わせており、行政分野においても重宝された。オルハンはウラマーを自国でも養成するべく、1331年にイズニクにオスマン帝国最初のメドレセ（大学）を創設した。
法官の整備と共に君主を補佐する役職が設置され、行政を統括する宰相に外来のウラマーであるアラエッディン・パシャ（英語版）を、軍事を統括するベイレルベイ（司令官）に長子のスレイマンを任命した。

### 軍制改革の試み
オルハンの時代に、オスマン軍の軍服にはジハードの戦士の衣服を元にした、民族的な帽子が取り入れられる。
当時のオスマン軍の兵力はトルコ系、モンゴル系の遊牧民、神秘主義（スーフィズム）を信奉する修道士、キリスト教徒であるエヴレノス家にミハル家などで構成される雑多な集団であった。こうした自主性の強いオスマン軍への統制を強化し、より効率のいい軍事活動を展開するために、従来の遊牧民を中心とする軍団から君主直属の常備軍への再編成が行われた。
トルコ系の民族から徴募した歩兵（ヤヤ）と騎兵（ミュセッレム）に軍団を再編成し、2つの軍隊に編入された彼らは軍役中は給与を現金で受け取り、平時は税を課されず農業に従事していた。

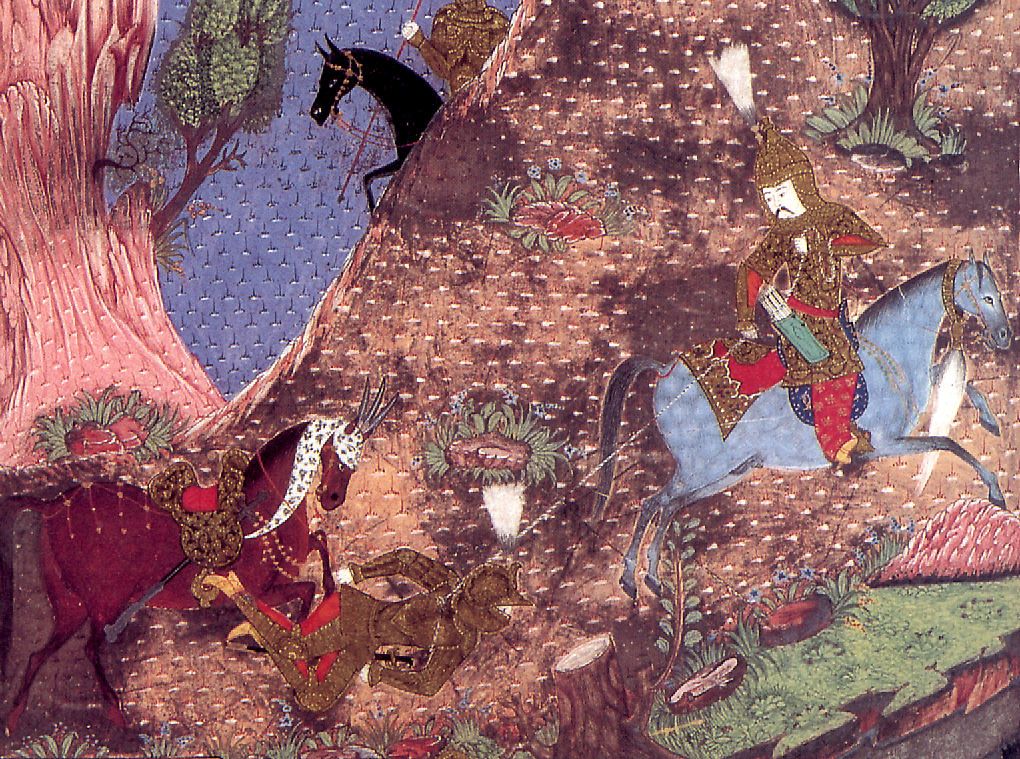
非正規の騎兵アクンジュ（『スレイマン・ナーメ』より）

だが、常備軍の編成は満足な結果を残さず、どちらも補助軍の一部に格下げされ、常備軍制定の実現は奴隷軍人からなるイェニチェリが創設されるムラト1世の治世を待たなければならない。
他方、同時代に編成された非正規の騎兵（アクンジュ）は、バルカン半島での勢力拡大に大いに貢献した。彼らは給料が支払われない代わりに略奪品を獲得する権利を持ち、バルカン半島の国境地帯に配属された。機動力に優れるアクンジュが敵国に侵入を繰り返した後に本隊が攻め込む戦法は、バルカン半島での領土拡大に有効であった。
オーストリアの歴史家パウル・ヴィッテクはこうしたオスマン帝国の軍事組織の発展より、非イスラム世界の征服を目的とする、宗教的かつ戦士的なガーズィー精神の影響を指摘した。

### アクチェ銀貨
ヒジュラ暦727年（1326年 - 1327年）にオスマン帝国独自の貨幣であるアクチェ銀貨が初めて鋳造された。この硬貨は東ローマ帝国、トレビゾンド帝国で鋳造された硬貨を参考にしており、硬貨には「アッラーよ オスマンの子オルハンの国を永遠たらしめ給え」という言葉が刻まれていた。このアクチェ銀貨は、17世紀に至るまでオスマン帝国の通貨の基本単位として長く用いられた。

### ブルサの統治

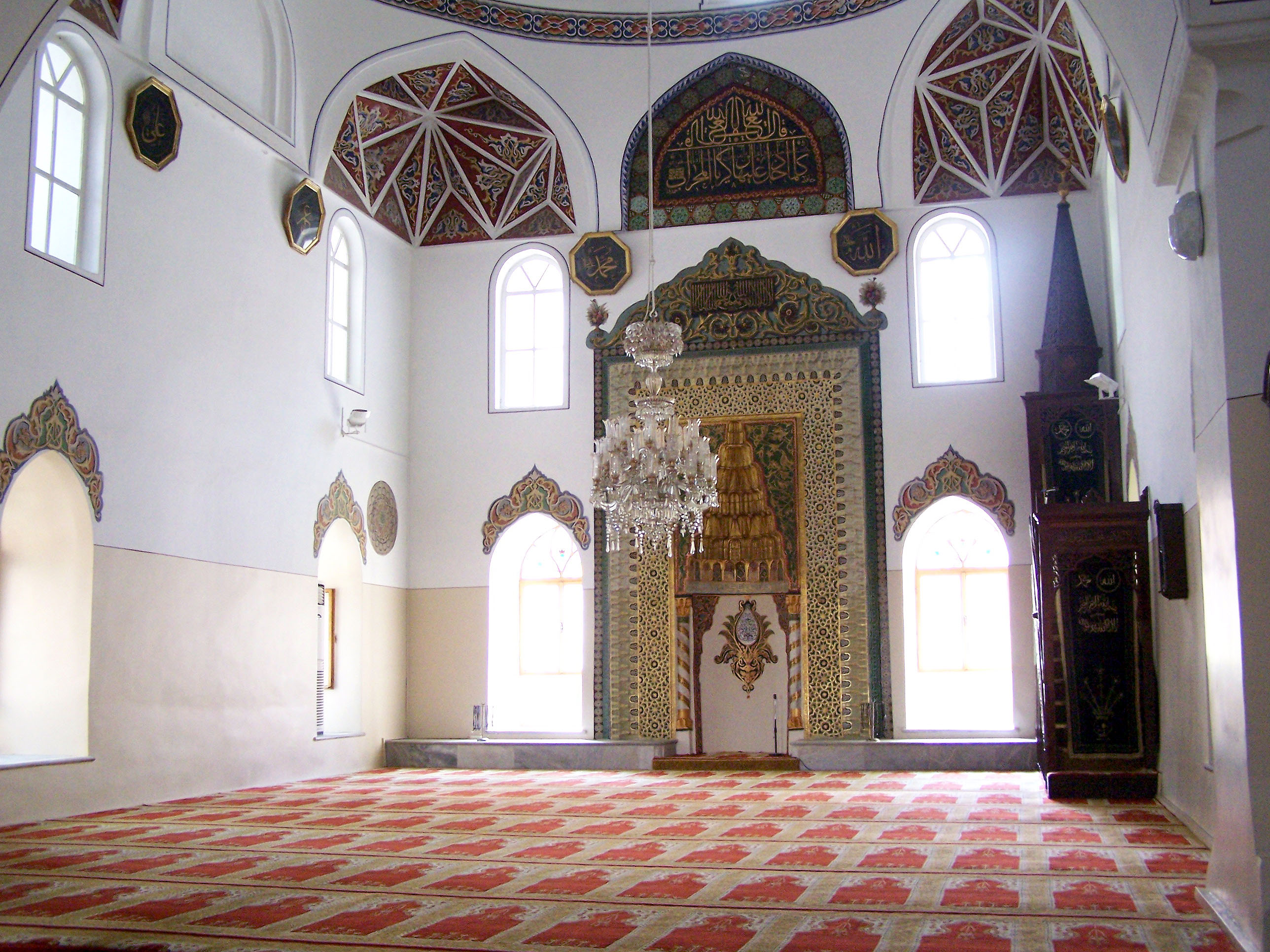
オルハンがブルサに建立したモスク

オルハンが獲得したブルサはアナトリアにおける商業の一大拠点として発展する。ジェノヴァ、ヴェネツィアの商人の中には、イランから流れてきた絹製品と自国の毛織物を交換するためにブルサを訪れる者もいた。
1330年代にブルサの聖エリアス教会をモスクに改修し、父オスマンをモスクの墓に埋葬した。モスクは火災や地震によって何度も損壊するが、その度に修復、再建されて現在もブルサの中心地に姿を留めている。

## 人物

### 性格
トルコ共和国の国定教科書では、彼の誠実な人格と信仰心が称賛されている。彼の性格を表すエピソードとして、攻略直後のイズニクにモスク、マドラサと共に建てた救貧院の開設式の折には自らスープを配り、夜には付木を焚いた話が紹介されている。
また、イブン・バットゥータの『大旅行記』には、オルハンが首都に1か月も留まることなく国内を見回り、時には異教徒と戦ったという伝聞が記されている。